# Annette Faße
Annette Faße geb. Ehlen (* 6. September 1947 in Imsum) ist eine deutsche Politikerin (SPD).

## Leben und Beruf
Nach der Mittleren Reife besuchte Annette Faße eine Fachschule für Erzieherinnen, die sie als staatlich geprüfte Erzieherin verließ. Anschließend war sie als Leiterin eines Kindergartens und später als Mitarbeiterin an einer Schule für körperbehinderte Kinder tätig. Sie arbeitete außerdem selbständig in der Erwachsenenbildung und ist Aufsichtsratsvorsitzende der Volkshochschule im Landkreis Cuxhaven.
Annette Faße ist verheiratet und hat zwei Söhne.

## Partei
Sie ist seit 1972 Mitglied der SPD und war lange Jahre Vorsitzende des SPD-Unterbezirks Cuxhaven.
Seit 4. September 2010 ist Annette Faße stellvertretende Vorsitzende des Landesparteirates der SPD Niedersachsen.

## Abgeordnete
Annette Faße gehörte erstmals von 1987 bis 1990 dem Deutschen Bundestag an. Seit 1994 war sie bis 2009 erneut Mitglied des Deutschen Bundestages. Hier war sie von 1998 bis 2002 stellvertretende Sprecherin der Arbeitsgruppe Verkehr, Bau- und Wohnungswesen der SPD-Bundestagsfraktion und von 1998 bis 2005 auch der Arbeitsgruppe Tourismus. Von 2002 bis 2005 war sie außerdem stellvertretende Vorsitzende des Ausschusses für Verkehr, Bau- und Wohnungswesen.
Seit Januar 2005 war sie bis 2009 Sprecherin der Arbeitsgruppe Tourismus der SPD-Fraktion.
Annette Faße ist 1987 über die Landesliste Niedersachsen und ab 1994 stets als direkt gewählte Abgeordnete des Wahlkreises Cuxhaven bzw. seit 2002 des Wahlkreises Cuxhaven – Osterholz in den Bundestag eingezogen. Bei der Bundestagswahl 2005 erreichte sie hier 49,8 % der Erststimmen.
Im Juni 2008 erklärte Annette Faße, dass sie nicht wieder für den Bundestag kandidieren wird. Nach der Bundestagswahl 2009 schied sie aus dem Bundestag aus. 